# قرار مجلس الأمن التابع للأمم المتحدة رقم 989
قرار مجلس الأمن التابع للأمم المتحدة رقم 989، المتخذ بالإجماع في 24 أبريل / نيسان 1995، بعد التذكير بالقرار 955 (1994)، أدرج المجلس قائمة الترشيحات لمناصب قضاة في المحكمة الجنائية الدولية لرواندا.

وكانت قائمة الترشيحات على النحو التالي: 
- كيفين هو (أيرلندا)
- لايتي كاما (السنغال)
- تي إتش خان (بنغلاديش)
- وامولونغوي مينغا (زامبيا)
- ياكوف أ. أوستروفسكي (روسيا)
- نافانيثيم بيلاي (جنوب إفريقيا)
- إديلبرت رازافيندرالامبو (مدغشقر)
- ويليام سيكولي (تنزانيا)
- آن ماري ستولتز (النرويج)
- جيري تومان (جمهورية التشيك / سويسرا)
- لويد ج. ويليامز (جامايكا / سانت كيتس ونيفيس)

## روابط خارجية
- نص القرار في undocs.org